# 宮崎県道51号中野原美々津線
宮崎県道51号中野原美々津線（みやざきけんどう51ごう なかのはるみみつせん）は、宮崎県日向市を通る県道（主要地方道）である。

## 概要
日向市東郷町山陰乙から日向市美々津町に至る。全区間において耳川と並走する。一部区間は旧国道10号。

### 路線データ
- 起点：宮崎県日向市東郷町山陰乙（中野原交差点、国道327号交点）
- 終点：宮崎県日向市美々津町（美々津交差点、国道10号交点）

## 歴史
- 1959年（昭和34年）6月1日 - 一部区間が「中野原幸脇線」として、宮崎県告示第226号[1]により路線認定される。当時の整理番号は96。
- 1993年（平成5年）5月11日 - 建設省から、県道中野原美々津線が中野原美々津線として主要地方道に指定される[2]。
- 1995年（平成7年）1月18日 - 福瀬工区[3]が開通。
- 2002年（平成14年） - 美々津橋が土木学会選奨土木遺産に認定される。

## 路線状況

### 道路施設

#### 橋梁
- 美々津橋（耳川、日向市）

## 地理

### 通過する自治体
- 日向市

### 交差する道路
| 交差する道路              | 交差する場所 | 交差する場所        |
| ------------------------- | ------------ | ------------------- |
| 国道327号                 | 東郷町山陰乙 | 中野原交差点 / 起点 |
| 沿岸北部広域農道          | 幸脇         |                     |
| 宮崎県道302号高鍋美々津線 | 美々津町     |                     |
| 国道10号                  | 美々津町     | 美々津交差点 / 終点 |

### 交差する鉄道
- 日豊本線

### 沿線
- 日向市立美々津小学校